# Нор-Айкаджур
Нор Айкаджур (вірм. Նոր Հայկաջուր) — село у Мартакертському районі Нагірно-Карабаської Республіки. Село розташоване на трасі Мартакерт — Аскеран — Степанакерт, за 12 км на південь від міста Мартакерта, за 3 км на південний схід від села Нор Карміраван та за 4 км на північний захід від села Нор Марага. Населення села складається з тимчасово переміщених осіб з села Айкаджур, яке наразі знаходиться під контролем Національної армії Азербайджану.

## Пам'ятки
В селі розташовані гробниці 2-1 тисячоліття до н. е.